# Designer toys

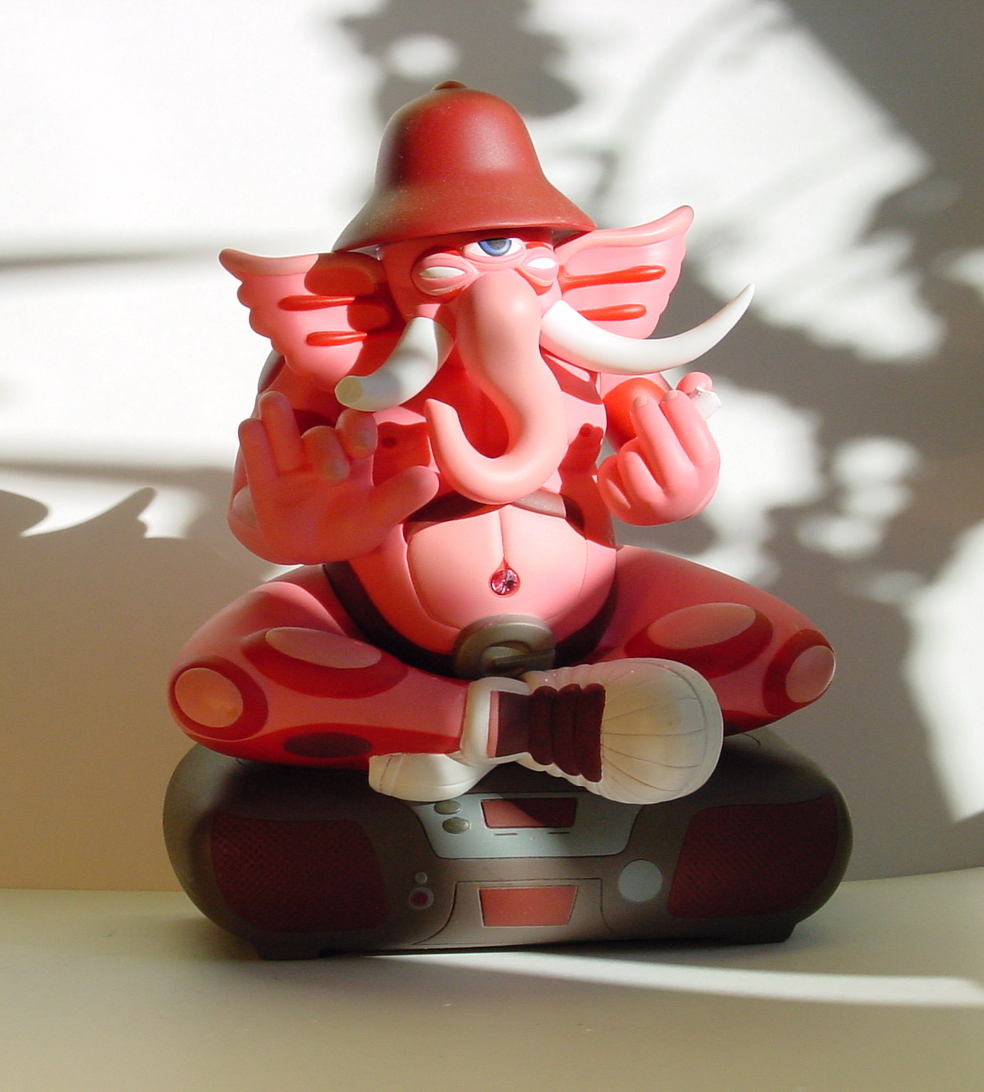
Designer toy

Designer toys kallas leksaker som i första hand inte är tänkta för en yngre målgrupp som leksak utan säljs ofta till lite äldre personer som använder dem som prydnadsföremål eller samlarobjekt. Utmärkande för dessa produkter är att de ofta är humoristiskt och/eller vulgärt utformade. Produkterna är vanligtvis tillverkade i plast men även andra material förekommer.